# 孫麗麗
孫 麗麗（そん れいれい、1961年11月 - ）は、中華人民共和国の工学者。中国工程院の院士。現職は中国石化工程建設有限公司の党委書記、総経理。

## 経歴
1961年11月、山東省煙台市で生まれる。1978年に山東省牟平第一中学に入学した。1983年に華東石油学院（現在の中国石油大学 (華東)）を卒業後、同年、中国石油化工に入局。

## 栄典
- 2016年10月21日、何梁何利基金科学と技術革新賞。
- 2018年12月15日、中国化工学会会士。
- 2019年11月22日、中国工程院院士[2]。